# Franz Paul von Wallis
Graaf Franz Anton Paul Wallis von Karighmain (januari 1678 - oktober 1737) was een Oostenrijks edelman, lid van de keizerlijke Hofkrijgsraad, Generaal van de Artillerie, bevelvoerend generaal en gouverneur van Zevenburgen.

## Biografie
Hij stamde uit het van oorsprong Franse adelsgeslacht Wallis von Carrighmain, dat landgoederen bezat in Ierland en Schotland. Hij was de zoon van generaal-veldmaarschalk Georg Olivier von Wallis sr. en Magdalena (1657–1712), geboren als gravin von Attems. Zijn vader stierf in 1689 tijdens het Beleg van Mainz en liet twee zonen achter: Franz Paul en Georg Olivier (1673–1744).
Franz Paul was inhaber van het naar hem vernoemde regiment Wallis. Van 21 oktober 1716 tot 1 oktober 1729 was hij bevelhebber van de vesting Temesvár. Deze stad werd na de Venetiaans-Oostenrijkse Turkenoorlog (1714-1718) en de verovering van het Banaat door de Habsburgse monarchie in 1716 als vestings- en garnizoensstad ontwikkeld. In 1719 liet hij Freidorf bij Temesvár stichten. Hij was tijdelijk plaatsvervanger van de gouverneur van het Temesbanaat, Claudius Florimund Mercy. Van 1727 tot 1734 was Wallis gouverneur van Luxemburg. Naar hem werd dan ook Fort Wallis vernoemd. Vanaf 1734 was hij gouverneur van Zevenburgen, een functie die hij uitoefende vanuit Hermannstadt. In 1735 werd hij benoemd tot veldmaarschalk-luitenant en in 1736 tot lid van de Hofkrijgsraad.
Wallis was getrouwd met Cäcilia von Liechtenstein en overleed in 1737 zonder nazit.

## Bezittingen
Na de dood van zijn moeder erfde Frans Paul von Wallis de heerlijkheid Plomnitz in het graafschap Glatz. Hij verwierf ook andere landgoederen in dit graafschap, zoals Kieslingswalde, Glasegrund, Weißbrod, Altwaltersdorf en Kaiserswalde, alsook Friedrichswalde in Bohemen.
Hij werd erfgenaam van zijn broer Georg Olivier von Wallis, die in het graafschap Glatz onder andere de heerlijkheden Wallisfurth, Seitenberg en Kunzendorf bezat.